# 連捷
連捷 （1857年—？），字仲珊，号少青，侯氏，內務府鑲黃旗漢軍人（属内务府镶黄旗汉姓满洲旗人）。清朝政治人物、進士出身。

## 生平
光緒十二年（1886年），参加光緒丙戌科殿試，登進士二甲20名。同年五月，改翰林院庶吉士。光緒十六年四月，散館，授翰林院編修。“官編修時，頗以書法文章自負”，出爲湖北保送知府，被劾，降補同知（据嚴修《蟫香館使黔日記》）。

## 家庭
- 世祖侯優材。侯氏，“優才，鑲黄旗包衣管領下人，世居瀋陽地方，來歸年分無考。其孫六格現任永定河道，國柱原任員外郎。曽孫常舒現任叅領，七十九現任員外郎，陶柱現任七品官，柏齡現任筆帖式。元孫延福現係庫使”（载《八旗滿洲氏族通譜》卷78）。
- 世祖世桂。
- 世祖延祚。
- 太高祖增綬。
- 高祖明鐸。
- 曾祖輅敏，内务府员外郎、奉宸园主事，参与承修道光帝龙泉峪清慕陵工程。
- 祖父克謙。
- 父億年。
- 姑母侯佳氏，继配嫁内务府正白旗汉军、咸豐十年（1860年）庚申恩科进士李祉（父道光二年（1822年）壬午恩科进士李希增，祖父嘉慶十三年（1808年）戊辰科进士李恩繹）。
- 姑母侯佳氏，继配嫁內務府正黃旗滿洲、同治四年(1865)乙丑科三甲進士托羅氏忠斌。